# Rick Jason
Rick Jason, nome artístico de Richard Jacobson (Nova York,  21 de maio de 1923 - Moorpark,  16 de outubro de 2000) foi um ator norte-americano.

## Carreira
Depois de lutar na Segunda Guerra Mundial pelo Corpo Aéreo do Exército dos Estados Unidos, formou-se na "American Academy of Dramatic Arts". Pouco depois da sua formatura, foi convidado pela atriz Hume Cronyn para atuar na peça "Now I Lay Me Down to Sleep" e sua atuação lhe rendeu o "Theatre World Award" e um contrato com a Columbia Pictures. Sem previsão de ser elencado para algum filme da Columbia a com a MGM procurando um substituto para Fernando Lamas em seu próximo filme, os dois estúdios entraram num acordo e Jason estreou no cinema em "Sombrero" (1953), atuando ao lado de Ricardo Montalban. No ano seguinte, trabalhou em "The Saracen Blade" e "This Is My Love". Seu primeiro papel como um dos principais protagonistas foi em "The Lieutenant Wore Skirts" (1956).
Durante o final da década de 1950, atuou em  algumas produções cinematográficas e séries de televisão, como "Rawhide" (ao lado de Clint Eastwood).
Em 1960, foi o protagonista da série "The Case of the Dangerous Robin", produzida pela "Ziv Television Programs". Esta série foi cancelado em sua segunda temporada, em virtude de problemas de saúde de Jason. Em 1961, assinou contrato com a American Broadcasting Company para viver o papel do segundo-tenente Gil Hanley, um dos protagonistas da série Combat!. Trabalhando ao lado de Vic Morrow, a série obteve sucesso nos Estados Unidos, com 152 episódios em 5 temporadas, sendo comercializada em vários países. É neste papel que Jason é mais cultuado como ator. Depois que a série acabou, Jason trabalhou em produções cinematográficas no Japão, Austrália e Israel, além da telenovela The Young and the Restless ou em participações em vários seriados, como: Police Woman, Murder, She Wrote, Moonlighting, Wonder Woman, Fantasy Island, Airwolf, Dallas.
Seu último trabalho como ator foi na mini-série "Around the World in 80 Days", de 1989. Na década de 1990, escreveu sua auto-biografia "Scrapbooks of My Mind".

## Morte
Em 2000, o elenco da série Combat! foi reunida, na cidade de Las Vegas, para um evento comemorativo e uma semana depois, Rick Jason suicidou-se com um tiro de revolver em sua casa, na Califórnia.